# Bea Simóka
Bea Simóka (Budapest, 21 gennaio 1975) è una pentatleta ungherese.

## Palmarès
In carriera ha conseguito i seguenti risultati:
- Mondiali:

Sheffield 1994: argento nel pentathlon moderno staffetta a squadre.
Città del Messico 1998: bronzo nel pentathlon moderno a squadre.
Pesaro 2000: oro nel pentathlon moderno staffetta a squadre.
San Francisco 2002: oro nel pentathlon moderno individuale ed a squadre, bronzo staffetta a squadre.
Pesaro 2003: oro nel pentathlon moderno staffetta a squadre e bronzo a squadre.
- Europei

Mosca 1997: bronzo nel pentathlon moderno staffetta a squadre.
Sofia 2000: oro nel pentathlon moderno a squadre e bronzo staffetta a squadre.
Usti nad Labem 2003: oro nel pentathlon moderno staffetta a squadre ed a squadre.